# Jean-Georges Edighoffen
Jean-Georges Edighoffen, né le 19 septembre 1759 à Colmar où il est mort le 10 mars 1813, est un général français de la Révolution et de l’Empire.

## Biographie
Entré au service comme simple soldat dans le régiment de Beauce le 12 mars 1777, Edighoffen combat dans la Guerre d'indépendance des États-Unis avec le grade de caporal, puis avec celui de sergent de 1781 à 1783.
Congédié pour ancienneté le 8 septembre 1791, il s’enrôle dans le 6e bataillon de volontaires du Haut-Rhin et est versé ensuite dans la 49e demi-brigade. Élu capitaine en 1792, il sert en cette qualité jusqu’en 1800, époque à laquelle il passe dans les chasseurs à pied de la garde consulaire, après avoir fait toutes les campagnes de la Révolution aux armées du Rhin, de l’Helvétie et du Nord. Il est plusieurs fois blessé pendant cette période, notamment à Zurich, où il reçoit trois coups de sabre, deux à la tête et un à l’épaule.
Chef de bataillon des grenadiers à pied de la garde des consuls en 1803, Edighoffen devient en 1804, colonel du 28e de ligne et fait, avec ce grade, les campagnes de Prusse et d’Autriche. Nommé général de brigade en 1806, l’état de sa santé l’obligea à prendre sa retraite le 15 juin 1807.
Fait commandeur de la Légion d’honneur sur le champ de bataille d’Austerlitz, Il est nommé chevalier de l’Empire le 15 juillet 1810.

## États de service[1]
- 22 septembre 1791 : Sergent-major ;
- 8 août 1792 : Capitaine ;
- 2 avril 1803 : Chef de bataillon ;
- 3 mars 1804 : Colonel ;
- 30 décembre 1806 : Général de brigade ;
- 15 juin 1807 : Admis en retraite.

## Titres
- Chevalier de l'Empire (à la suite du décret du 4 nivôse an XIV le nommant commandant de la Légion d'honneur, lettres patentes signées le 15 juillet 1810 à Rambouillet)[2].

## Décorations
| Commandant de la Légion d'Honneur |

- Légion d'honneur :
  - Officier (25 prairial an XII[3] : 14 juin 1804), puis,
  - Commandant de la Légion d'honneur (4 nivôse an XIV[2] : 25 décembre 1805[1]) ;

## Armoiries
| Figure | Blasonnement et livrée |
|        | - Armes de chevalier de l'Empire : De sable à l'épée en bande d'or cotoyée de deux cotices du même, bordure de gueules du tiers de l'écu au signe des chevaliers posé au deuxième point en chef. - Ornements extérieurs : « Toque de velours noir, retroussée de sinople, avec porte-aigrette d'argent, et aigrette de même métal ». - Livrée : les couleurs de l'écu. |